# 9 (filmzene)
A 9 Shane Acker 9 című filmjének zenéjét tartalmazza. Az album 2009. augusztus 31-én jelent meg a Koch Records gondozásában. Zeneszerző Deborah Lurie, társszerző Danny Elfman. A páros már dolgozott együtt a Pókember 3, a Charlie és a csokigyár valamint a Wanted című filmek zenéjén.

## Kritika
Shane Acker apokaliptikus mesekalandjához Deborah Lurie rajzfilmkészítő és zeneszerző készített zenét, mely tükrözi és kiegészíti a film zord, pesszimista hangulatát egészen az utolsó dalig, ami rock stílusával kizökkenti a hallgatót ezen mélabús hangulatából. Bár a film erős negatív kritikákat kapott, a zenei album pozitív fogadtatásra talált.

## Számok
1. Introduction - 1:42
2. Finding Answers - 1:48
3. Sanctuary  - 2:12
4. Winged Beast - 4:28
5. Reunion / Searching For Two - 2:12
6. The Machines - 0:58
7. Out There - 2:42
8. Twins - 1:36
9. Slaying The Beast - 1:21
10. Return Of The Machines - 2:47
11. Burial - 1:24
12. Reawakening - 3:10
13. The Aftermath - 1:41
14. Confrontation - 1:53
15. The Seamstress - 2:05
16. Return To The Workshop - 1:54
17. The Purpose - 5:19
18. Release - 4:00
19. Welcome Home (Coheed and Cambria) - 6:15